# Evropská silnice E64
Evropská silnice E64 je evropskou silnicí 1. třídy. Začíná v italském Turíně a končí v Brescii. Celá trasa měří 246 kilometrů a je vedena pouze na území Itálie. V Turíně se E64 spojuje s evropskými silnicemi E70, E612 a E717. V Miláně s E35 a E62. V Brescii potom znovu s E70. Po celou svou trasu je E64 vedena po dálnici A4.

## Trasa
- Itálie
  - Turín – Novara – Milán – Bergamo – Brescia

## Galerie

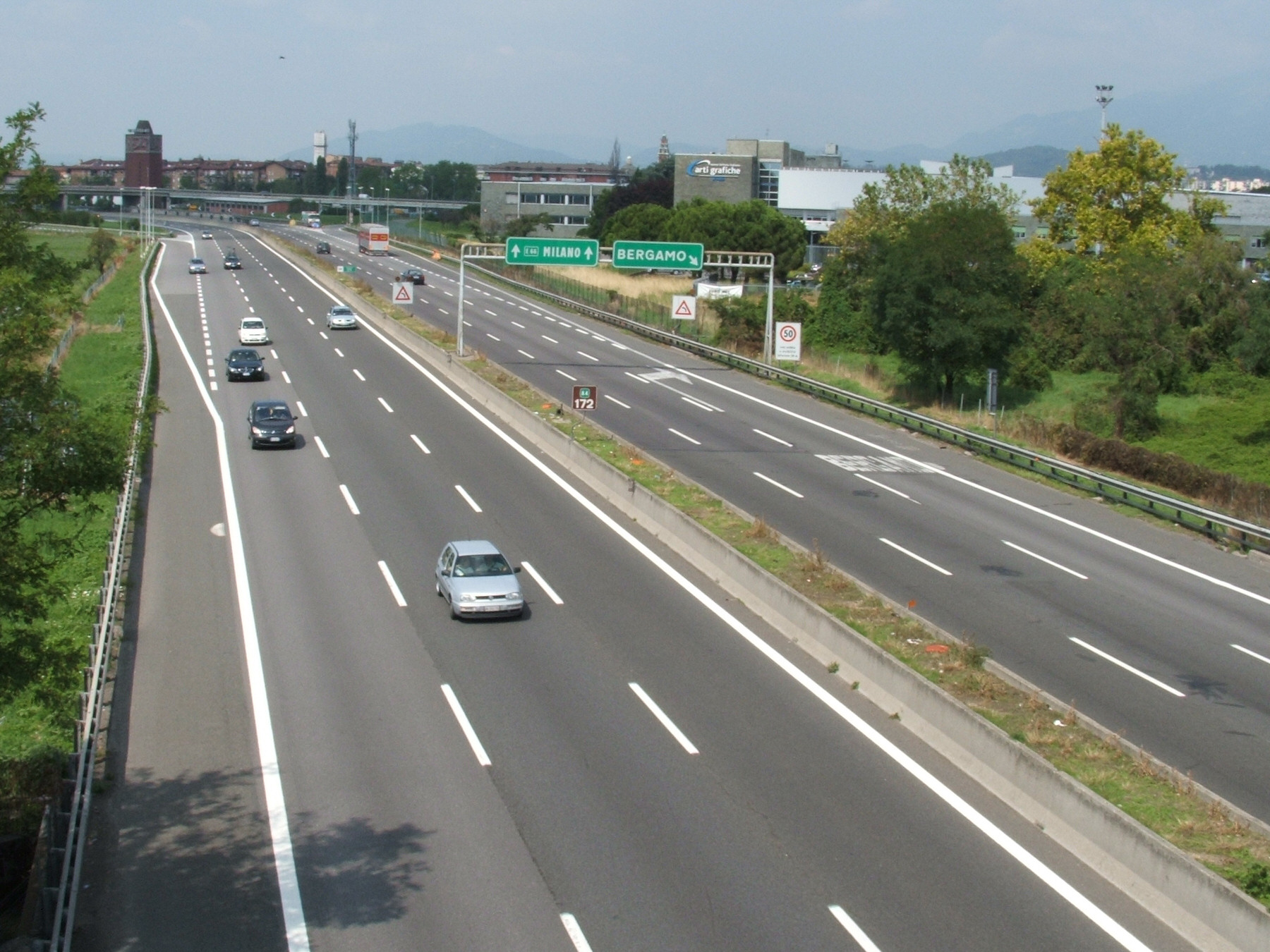
E64 u Bergama
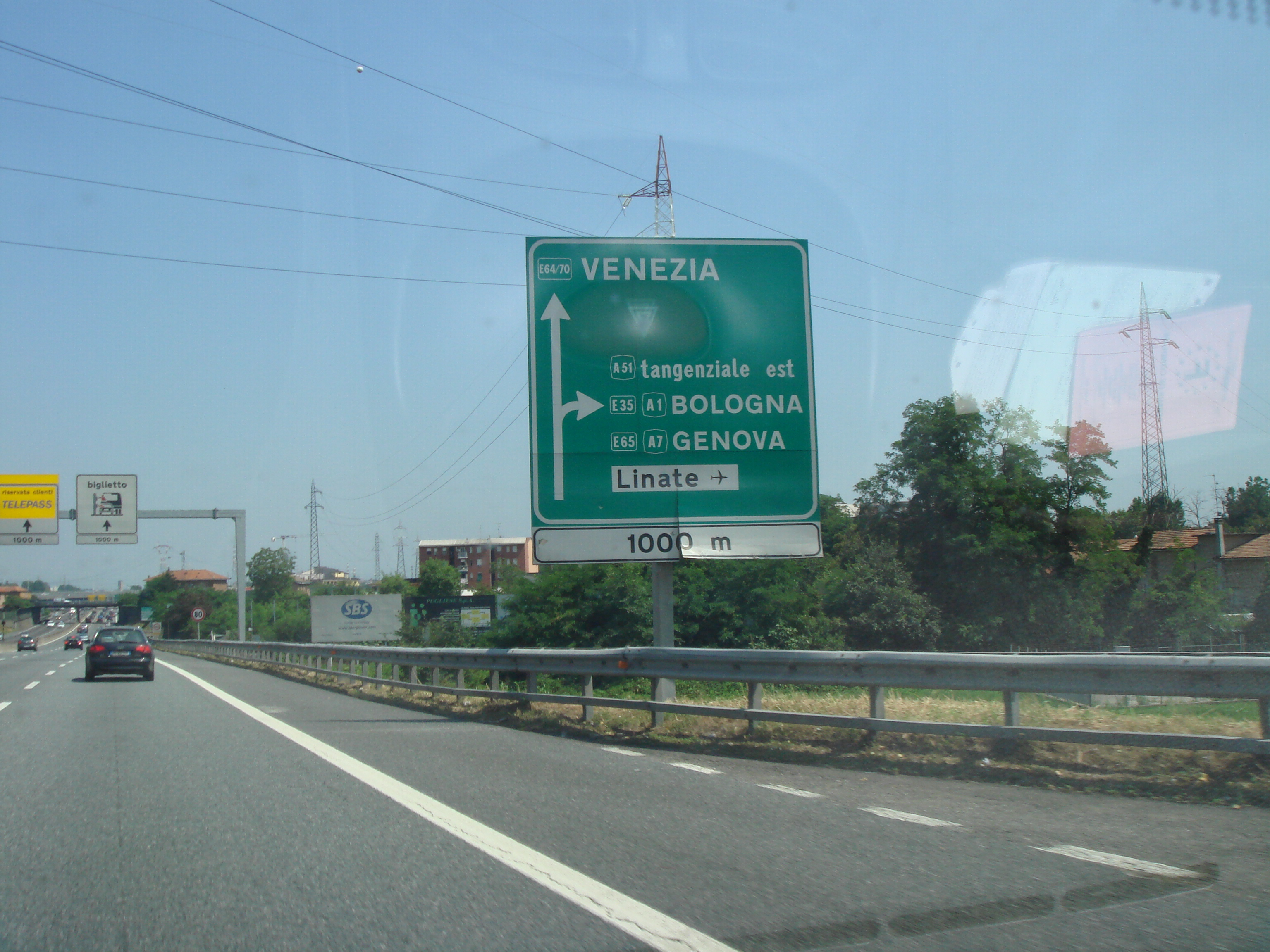
E64